# زقزاق جنوبي
زقزاق جنوبي (الاسم العلمي: Charadrius australis) هو نوع من الطيور يتبع جنس الزقزاق من فصيلة الزقزاقية.		
سمي هذا النوع بالجنوبي (باللاتينية: australis) نسبة إلى النصف الجنوبي للكرة الأرضية.		